# Études de droit en France
Pour un article plus général, voir Études de droit.
En France, les études de droit se réalisent dans les facultés de droit ou écoles de droit ont reçu depuis 1984 l'appellation administrative d'unités de formation et de recherche en droit (UFR de droit).
Elles sont une composante des universités destinées à former des étudiants à l'étude du droit et des sciences politiques afin de les préparer aux professions juridiques ou judiciaires. L'expression « faculté de droit » continue à être utilisée couramment.
Avant la réforme dite Licence-Master-Doctorat (LMD), les universités avaient le monopole de la délivrance des diplômes sanctionnant l'accomplissement d'études à dominante juridique. Depuis, certains établissements (privés et publics) accrédités et contrôlés par l'État peuvent aussi délivrer de tels diplômes. Elles assurent aussi la formation continue. Il existe à nouveau depuis 2008 des filières d'enseignement et de recherche privées qui délivrent les diplômes de droit.
La Conférence des doyens de droit et science politique est l'association loi de 1901 regroupant l'ensemble des directeurs d'UFR de droit en France.

## Professions des études de droit

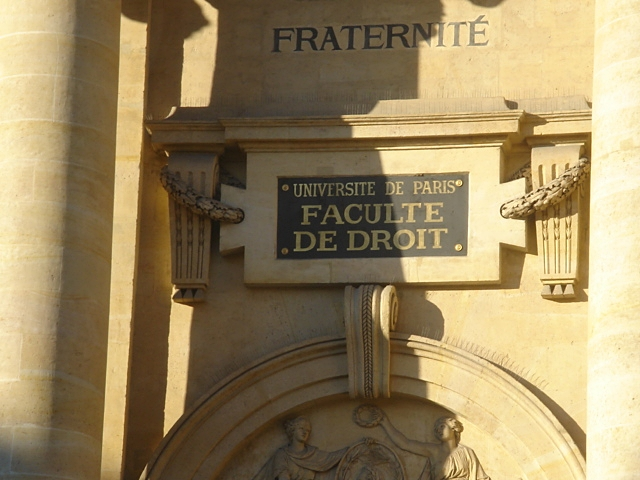
Façade de la Faculté de droit de l'Université de Paris 1 Panthéon Sorbonne.

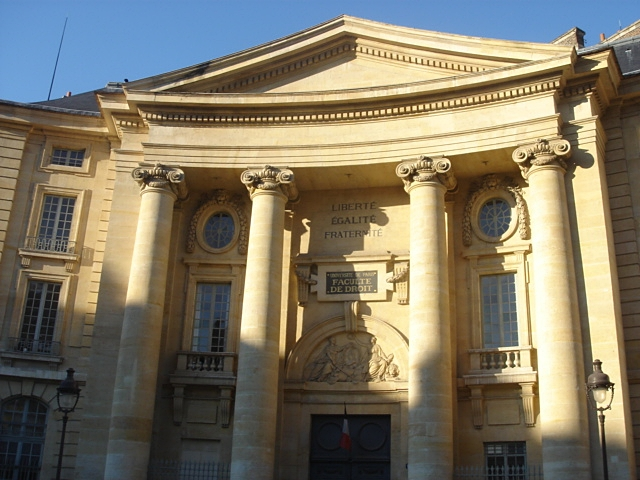
Façade de la Faculté de droit de l'Université de Paris 1 Panthéon Sorbonne.

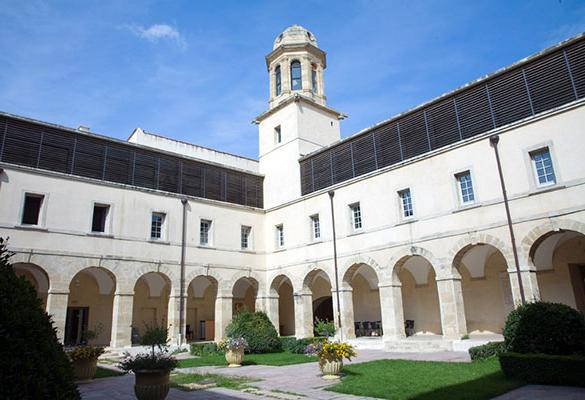
La Faculté de droit et science politique de Montpellier.

Les études de droit sont souvent nécessaires pour exercer des fonctions judiciaires, indispensables pour les offices ministériels et les professions juridiques réglementées :
- Professions juridiques réglementées :
  - Avocat ;
  - Notaire ;
  - Commissaire de justice.
- Fonction publique :
  - Magistrat judiciaire (sur concours organisé par l'École nationale de la magistrature) ;
  - Greffier ou directeur des services de greffe judiciaires (sur concours organisé par le ministère de la Justice) ;
  - Officier pénitentiaire ou directeur des services pénitentiaires (sur concours organisé par le ministère de la Justice) ;
  - Officier ou commissaire de police (sur concours organisé par l'École nationale supérieure de la Police) ;
  - Officier de gendarmerie ;
  - Directeur d'hôpital (sur concours organisé par l'École des hautes études en santé publique) ;
  - Magistrat administratif (sur concours organisé par l'Institut national du service public) ;
  - Administrateur de l'État (sur concours organisé par l'Institut national du service public) ;
  - Administrateur territorial (sur concours organisé par l'Institut national des études territoriales).
- Professions dont l'exercice n'est pas réglementé :
  - Agent immobilier ;
- Autres fonctions juridiques ou juridictionnelles :
  - Expert judiciaire ;
  - Administrateur judiciaire ;
  - Mandataire judiciaire.

Enfin, elles peuvent conduire l'étudiant à exercer en tant que salarié comme juriste d'entreprise, d'une association ou d'une collectivité publique (fonction publique).
Elles peuvent aussi conduire, après la soutenance d'une thèse, à des fonctions d'enseignant dans les universités ou les écoles qui dispensent des formations juridiques :
- Chargé de cours ;
- Maître de conférences (recrutement par concours) ;
- Professeur des universités (recrutement par concours de l'agrégation de droit).

## Liste des diplômes de droit

### Anciens
- Bachelier en droit (jusqu'en 1789)
- Diplôme d'études universitaires générales en droit (DEUG) - niveau bac + 2
- Maîtrise en droit - niveau bac + 4
- Diplôme d'études supérieures en droit (DES) - niveau bac + 5
- Diplôme d'études approfondies en droit (DEA) - niveau bac + 5
- Diplôme d'études supérieures spécialisées en droit (DESS) - niveau bac + 5

Concernant le DES, le DEA et le DESS on parlait de troisième cycle universitaire.

### Actuels
- Certificat de Capacité en droit réservé aux non bacheliers. Il s'agit d'un diplôme de niveau IV qui permet l'accès à la deuxième année de licence en droit à condition d'obtenir une moyenne supérieure ou égale à 15/20, à défaut à la première année de licence de droit.
- Licence en droit (bac + 3).
- Master 1 en droit (bac + 4). Il s'agit d'un diplôme charnière car il est le premier titre permettant de passer les examens d'entrée et les concours aux professions d'avocat, de notaire, d'huissier ou de magistrat.
- Master 2 en droit (bac + 5), la majorité des étudiants ayant suivi le Master 1 (maîtrise) poursuivent par ce diplôme, excepté s'ils choisissent de poursuivre par un cursus en écoles supérieures de commerce, en Institut d'études politiques, master non juridique, ou tenter directement les concours de l'École nationale de la magistrature ou d'Instituts d'études judiciaires.
- Doctorat en droit (bac + 8), diplôme nécessaire pour devenir maître de conférences et enseigner en faculté.
- Certificat d'aptitude à la profession d'avocat (CAPA).

#### Liste de toutes les options
- Pas d'options pour la licence.
- Master en droit privé
  - Option droit privé de la famille
  - Option droit immobilier
  - Option droit des affaires
  - Option droit des assurances
  - Option droit de la consommation
  - Option droit social
  - Option droit de la propriété intellectuelle, industrielle et commerciale
  - Option droit de la presse, de la publicité et de l'internet,
  - Option droit pénal
  - Option administration et liquidation des entreprises en difficulté
  - Option droit notarial
- Master en droit public
  - Option droit administratif
  - Option droit fiscal
  - Option droit des collectivités locales
  - Option droit de la construction et de l'urbanisme
  - Option droit international

#### Options professionnalisantes
Parmi eux, il existe deux masters de droit professionnalisant, l'un facilitant l'accès à la profession de notaire, l'autre simplifiant l'accès aux fonctions d'administrateur judiciaire et de mandataire judiciaire.
- Le Master Droit notarial
- Le Master Administration et Liquidation des Entreprises en difficulté